# Mycalesis umbonia
Mycalesis umbonia är en fjärilsart som beskrevs av Hans Fruhstorfer 1906. Mycalesis umbonia ingår i släktet Mycalesis och familjen praktfjärilar. Inga underarter finns listade i Catalogue of Life.